# Suita I pentru orchestră, op. 9 - George Enescu
Suita orchestrală nr. 1 în Do major, Op. 9 este una dintre lucrările cele mai cunoscute ale autorului, aceasta fiind finalizată în anul 1902, urmând ca prima audiție să aibă loc în 25 februarie/8 martie  a anului următor. Aceasta a fost executată la București sub bagheta autorului, acesta având 21 de ani la acea vreme. Suita a foste dedicată de către autor, lui Saint- Saëns, compozitor la care îl atrăgeau echilibrul clasic și tehnicitatea superioară. De asemenea, interpretarea Concertul nr. 3 a lui Saint-Saëns, îi aducea lui Enescu premiul I, la absolvirea clasei de vioară a Conservatorului din Paris.  
„În 1903, am scris o Suită pentru orchestră pe care, dintr-un sentiment de elementară recunoștință, am dedicat-o lui Saint-Saëns. Suita aceasta cuprinde în special un Preluidiu la unison, de o scriitură destul de ciudată și pe care Kodàly l-a dat vreme îndelungată elevilor săi, ca exemplu de monodie. Finalul, o tarantelă capricioasă, era, după părerea mea, destul de reușit. Lucrarea a fost dirijată în 1904 de Pierné. Doamne! Câte insulte! Părerea lui Georges Vanor a fost exprimată pe scurt: „Drăguță, dă un pol țiganului”. De mult nu mi se mai spusese țigan; în schimb, putea să mi se dea polul drept compensație…” 
Această primă suită pentru orchestră este considerată a fi o scriitură ce îmbină stilul neoclasic cu cel neobaroc. Însă climaxul acestei îmbinări de stiluri, îl atinge următoarea suită, Suita pentru orchestră nr.2 op. 20.

### ORCHESTRAȚIE
Numărul de instrumente propus de autor pentru prima parte este de 64 de coarde, fără contrabas și un timpan. Partea a doua adaugă contrabasul și încă 10 instrumente de suflat, ca mai apoi, în partea a treia să intervină și harpa împreună cu 2 corni. Partea a patra atinge apogeul timbral al lucrării adăugând 2 trompete, 3 tromboni și un flaut piccolo.

### GENEZA LUCRĂRII
După ce scrie Rapsodia în Re major, Enescu strânge material pentru Rapsodia a III-a, însă „citatele folclorice îl stânjeneau în năzuința de a da expresie întregului tumult interior, de a dezvolta ideea muzicală pe vaste spații simfonice.”  Această coliziune duce la echilibrarea din care ia naștere Suita pentru orchestră nr.1 op. 9. Aceasta a fost compusă în anul 1903. Prin această lucrare, Enescu valorifică folclorul după următoarea formulă: „Să te inspiri de la el, dar să îl lași în pace”

### STRUCTURA LUCRĂRII
Suita se bucură de un prestigiu remarcabil datorită Preludiului la unison, care surprinde prin particularitatea de construcție tehnică și ethosul său. Particularitatea de construcție se referă la întreaga mișcare, care este clădită la prin unison, având în vedere că nici o parte a unui ciclu simfonic nu mai fusese construită la unison, integral. Acesta se desfășoară pe parcursul a 139 de măsuri. Prima secțiune cuprinde 50 de măsuri, următoarea 30. După cum putem observa, ambele însumează 80 de măsuri, dintr-un total de aproximativ 130, fapt ce ne duce cu gândul la idealismul construcției în proporții ale șirului lui Fibonacci. Compozitorul uzează această strategie și în alte contexte ale lucrării. Centrii tonali (modali) ai părții parcurg ciclul cvintelor de la do la do#. Strategie întâlnită și în prima parte a lucrării „Muzica pentru coarde, celestă și percuție” a lui Bartók.
Preludiul la unison prezintă forme aproximativ geometric distribuite, o desfășurare melodică de o expresivitate care nu mai necesită armonie sau polifonie. 
O altă modalitate de construcție deosebită ce se găsește în acest monument este prelucrarea a numai  trei celule pe întreg parcursul primei părți și mai apoi ecoul acestora în următoarele. Mersul intervalic al celulelor mai poate fi regăsit și în lucrarea sa intitulată Variațiuni pentru două piane, op.5.

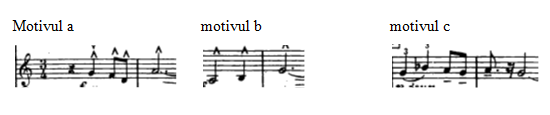

Spre sfârșitul părții apar motive ce anticipează tematica părții ulterioare, Menuetul lent. Preludiul împreună cu Menuetul lent constituie o unitate cu toate că prin construcție, cele două par a fi separate. Menuetul lent strecoară în entitatea sa influențe din Cântec de nuntă din Divertismentul rustic a lui Sabin Drăgoi și de asemenea din tema principală din finalul Simfoniei în Do de Mihail Jora. Ethosul popular este în această parte nu numai de moduri minore și cromatizate, ci și e de moduri majore ce permit unele trepte mobile, spre exemplu coborârea septimei ce ilustrează mai degrabă mixolidicul decât ionicul. Această parte păstrează materialele tematice a primei părți adăugând doar pe cele de anticipație, cele din urmă fiind înrudite cu cele inițial.

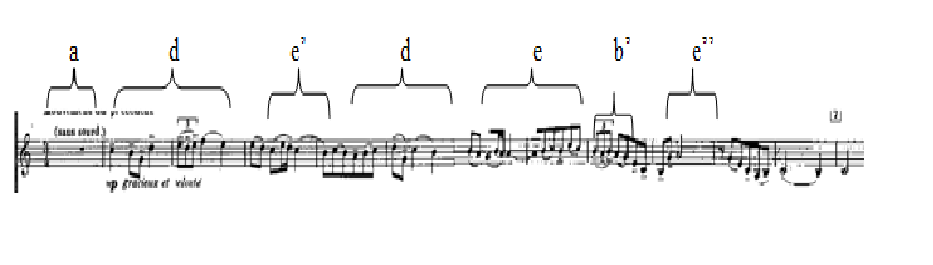

Menuetul utilizează ca procedeu de construcție acumularea vocilor. Vocile se adaugă progresiv urmând ca spre sfârșitul părții, reintrarea în Do (repriza formei de lied mare), polifonia să surprindă 5 voci, considerând contrabasul liber, iar tema de bază este a viorilor. Astfel menuetul vine ca o replică armonico-polifonică cel puțin egală a Preludiului. Ideea centrală a acestei părți se regăsește în măsurile:

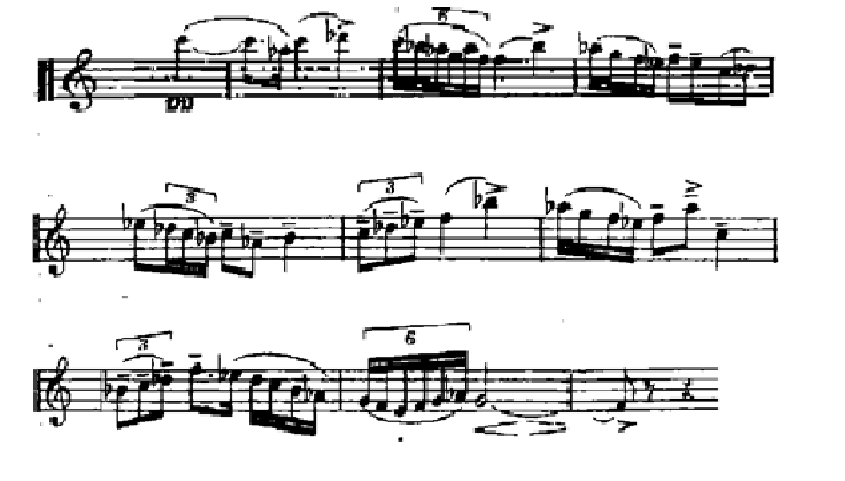

Tema este în La bemol major însă aceasta se încheie pe treapta  a șasea, strategie specifică folclorului românesc. Procesul elaborării tematice în această secțiune a lucrării atinge climaxul în zona de extremă concretizare tematică și anume repriza contrapunctică pe cinci voci reale (7 măsuri înaintea reperului 12). Aceasta este construită tot în tehnica secțiunii de aur. Atacul sff al violoncelelor și violelor ce declanșează dezvoltarea contrapunctică ce pregătește această repriză tonală, este așezat la măsura 110 din cele 177 de măsuri ale părții a doua.
Cea de-a treia secțiune a lucrării, de cele mai multe ori omisă din interpretarea Suitei, este Intermediul. Aceasta este construită pe un singur sunet do #. Aceeași strategie urmează a fi întâlnită la Arnold Schönberg în cele 5 piese de orchestră op. 16 de această dată pe un singur acord. Mai apo, Ravel așează Le Gibet pe un halucinant si bemol continuu. Actul al III-lea din Wozzeck a lui Alban Berg  cuprinde a doua scenă construită sub forma unei Invențiuni pe un singur sunet. Cu adevărat, această idee pare a data cu mai mult timp în urmă și anume, aceasta este întâlnită prima dată la Chopin în acel Preludiu inspirat de o zi de ploaie în insula Majorca.
Fiecare mișcare ce pleacă din continuul do  diez este percepută asemenea unei bucle melodice. Cel mai proeminent accent se găsește la măsura 56 din întregul de 92 de măsuri, iată deci și de această dată o umbră a secțiunii aurea în construcția lucrării.
Finalul în formă de sonată este scris în 6/8 (MM 160). Aceasta este așezată pe fundamentele tonalității do minor, având un sfârșit picardian. Spre deosebire de romanticii ulteriori lui Beethoven care construiau ciclul simfonic pe principiul: din spre minor spre omonima majoră, Enescu realizează drumul invers.
Această ultimă secțiune debutează pe o pedală de do care va fi întreținută timp de 75 de măsuri. La această pedală se adaugă un motiv ostinato în pizzicato al contrabașilor, contratimpi la timpan, toate acestea învăluite de niște frânturi de motiv aduse de viole și viori. Aceste frânturi constituie o serie de trasee descendente provenite din celula de bază a Preludiului la unison.

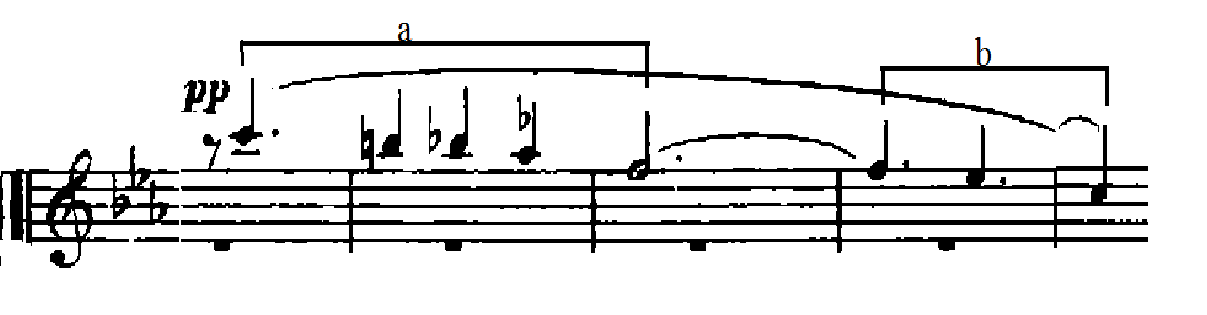

Ca rezumat, motivul a este preluat ca o celulă aflată într-o permutare circulară.
Tema principală este adusă astfel:

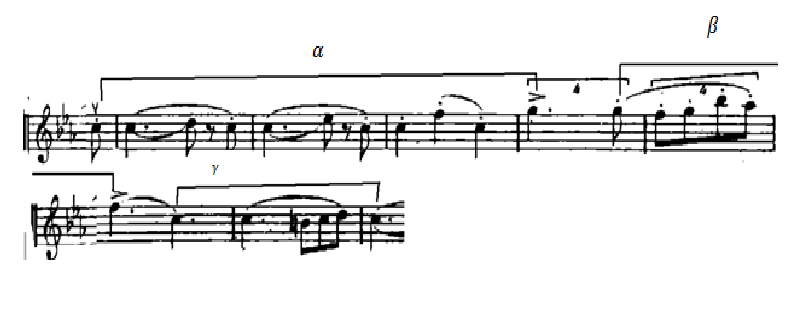

Elementul α al temei se regăsește în mai multe lucrări a lui Enescu cum ar fi finalul Sonatei în fa minor, se regăsește de asemenea la reperul 2 al primei secțiuni din această Suită. Ca lucrări ale maturității se numără Cvartetul cu pian op.30.  Transpusă în la, această temă a finalului pare a fi răsturnarea în oglindă a liedului din Ciclul pe versuri de Clemént Marot, sau mai bine spus invers, cea din urmă fiind scrisă 6 ani mai târziu după Suita I-a.
Elementul β este bazat pe aceleași nuclee ale Preludiului, dar poate fi asemănat și cu alte motive din secțiunea Menuetului lent. În celelalte lucrări Enesciene, umbre ale elementul β se regăsește și în Simfonia I, finalul Dixtuorului și Cvintet op.29. 
Elementul γ reprezintă un simplu ornament în jurul lui do care va urma a fi dezvoltat ulterior în contextul primei teme, însă rolul principal îl va primi în finalul temei a doua.
Tema a doua debutează în dominanta Sol major.
Dezvoltarea, nu foarte extinsă, surprinde tonalități îndepărtate (do# minor). Repriza sumarizată aduce tema a doua în Sol bemol major. Coda se prezintă în dimensiune extinsă cu un grad mare de instabilitate tonală.  
„Finalul Suitei trebuie gândit aproape cosmic, amestecul său de dramă, energie și bucurii se cuvine proiectat într-un spațiu sonor uriaș. El reprezintă, dacă vrem, strigătul lumii întregi zvârcolindu-se în vâltoarea pasiunilor, așa cum îl auzea un tânăr de 21 de ani.”

### RECEPȚIE
Pe parcursul timpului Suita a fost expusă în numeroase execuții sub bagheta multor dirijori consacrați ca Gustav Mahler, Pierre Monteux, Henri Wood, Vclav Talich etc.

### BIBLIOGRAFIE
- Pascal Bentoiu, Capodopere Enesciene, București, Ed. Muzicală, 1984

- George Bălan, George Enescu, București, Editura Tineretului, 1963

- Bernard Gavoty, Amintirile lui George Enescu, București, Ed. Muzicală, 198

- The New Grove Dictionary of Music and Musicians, ediție online.

### REFERINȚE
1. ↑  Gavoty, Bernard (1982). Amintirile lui George Enescu. Ed. Muzicală. p. 53.
2. ↑  The New Grove Dictionary of Music and Musicians, ediție online. Lipsește sau este vid: |title= (ajutor)
3. ↑  Bălan, George (1963). George Enescu. Editura Tineretului. p. 60.
4. ↑  Ibidem. Lipsește sau este vid: |title= (ajutor)
5. ↑  Bentoiu, Pascal (1984). Capodopere Enesciene. Editura Muzicală.
6. ↑  Ibidem. Lipsește sau este vid: |title= (ajutor)
7. ↑  Ibidem. Lipsește sau este vid: |title= (ajutor)
8. ↑  Ibidem. Lipsește sau este vid: |title= (ajutor)
9. ↑  Ibidem. Lipsește sau este vid: |title= (ajutor)